# Globe Jet
Globe Jet SAL (mã ICAO = GJA) là hãng hàng không của Liban, trụ sở ở Beirut. Hãng có dịch vụ cho các hãng hàng không khác thuê máy bay với cả phi hành đoàn, và chở khách thuê bao. Căn cứ chính của hãng ở Sân bay quốc tế Rafic Hariri.

## Lịch sử
Globe Jet được thành lập từ tháng 12/2003 và bắt đầu hoạt động từ tháng 1/2004. Hãng hiện có 130 nhân viên (tháng 7/2008).

## Đội máy bay
(Tháng 7/2008):
- 5 Lockheed L-1011-500 Tristars.[1]